# La orgía (película)
La orgía es una película española de 1978 dirigida por Francesc Bellmunt.
Es una de las primeras películas con alto contenido sexual de la transición democrática española. Es una obra clave de la memoria histórica de un periodo y de una generación reprimida.
Filmada en catalán, fue doblada más tarde al castellano con la voz de los mismos actores de la versión original. Película filmada con pocos recursos económicos, el resultado fue un trabajo de gran naturalidad y frescura.

## Argumento
Un grupo de chicos y chicas se encierra un fin de semana en una casa y la reunión termina en orgía. Pero no todo es sexo; hay divagaciones cinematográficas, chocolate con churros, mucho humor.

## Reparto
| Intérprete           | Personaje |
| -------------------- | --------- |
| Juanjo Puigcorbé     | Joan      |
| Vicky Peña           | Helena    |
| Joan Borràs          | Guillem   |
| Assumpta Serna       | Montse    |
| Alicia Orozco        | Cristina  |
| Josep Maria Loperena |           |
| Pep Fortuny          | Alberto   |
| Mercedes Molina      |           |
| Francesc Albiol      | Pablo     |
| Lali Segorb          |           |
| Ricard Borras        | Torras    |
| Andrea Bertti        |           |
| Jordi Goncé          | Jordi     |
| Antonio Maroño       | Ángel     |
| Dolors Ducastella    |           |
| Carme Elias          | Mercè     |
| José Luis Arrebola   |           |
| Amor Folch           |           |
| Josep Maria Benaiges |           |
| Silvia Munt          | Laura     |
| Aguirre              |           |
| Rosa Soms            |           |

## Banda sonora
La banda sonora de esta película es obra de R. Miles, Mirasol Colores y canciones populares.